# Maximilian Emanuel de Bavaria
Ducele Maximilian Emanuel în Bavaria, (germană Maximilian Emanuel, Herzog in Bayern), (n. 7 decembrie 1849, München, Regatul Bavariei – d. 12 iunie 1893, Feldafing, Regatul Bavariei, Germania) a fost membru al Casei de Wittelsbach. A fost al zecelea și cel mai mic copil al Ducelui Maximilian Joseph și a soției acestuia, Prințesa Ludovika de Bavaria.  Maximilian Emanuel a fost fratele Elisabetei de Bavaria, împărăteasă a Austriei și regină a Ungariei.

## Căsătorie și copii

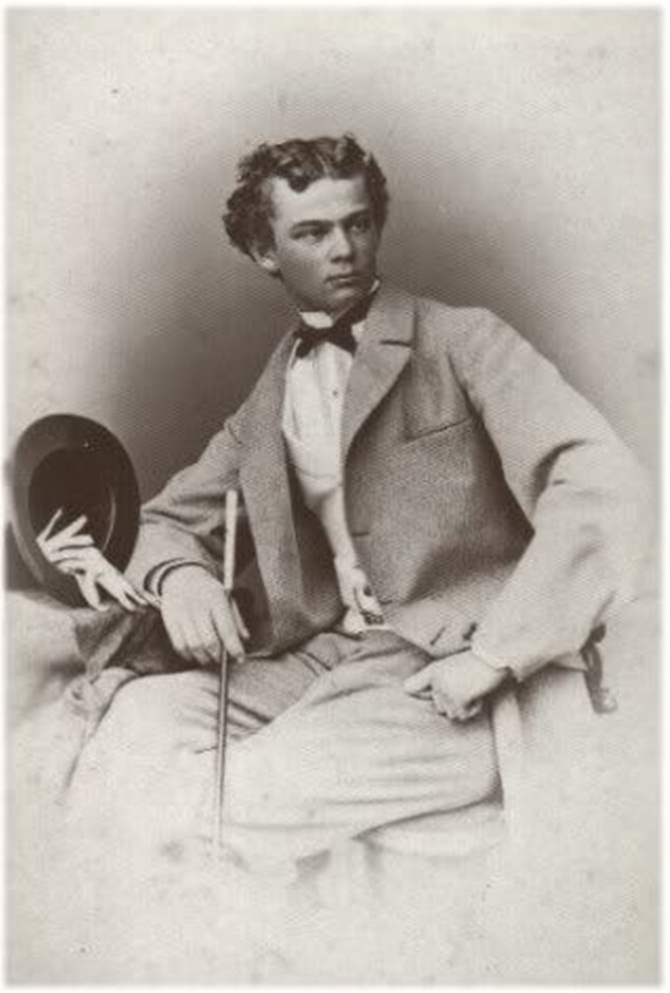
Ducele Maximilian Emanuel

La 20 septembrie 1875, la Ebenthal, Austro-Ungaria, Maximilian Emanuel s-a căsătorit cu Prințesa Amalie de Saxa-Coburg și Gotha, al patrulea copil și a doua fiică a Prințului August de Saxa-Coburg și Gotha și a soției acestuia, Prințesa Clémentine de Orléans. Maximilian Emanuel și Amalie au avut trei fii:
- Siegfried August Maximilian Maria, Duce în Bavaria (10 iulie 1876 – 12 martie 1952)[1]
- Christoph Joseph Clemens Maria, Duce în Bavaria (22 aprilie 1879 – 10 iulie 1963). S-a căsătorit cu Anna Sibig (18 iulie 1874 – 1 ianuarie 1958)[1]
- Luitpold Emanuel Ludwig Maria, Duce în Bavaria (30 iunie 1890 – 16 ianuarie 1973)[1]